# Cas Calvià
El Cas Calvià fou l'intent de suborn al regidor socialista de l'ajuntament de Calvià, José Miguel Campos, per part del PP de Balears, el 27 de gener de 1992, per canviar la majoria de govern a aquest ajuntament i provocar una moció de censura contra la llavors batllessa socialista Margarita Nájera.

## Relació dels fets
El preu que es fixà fou de 100 milions de pessetes d'aquell temps, però el pla no arribà a bon port perquè el regidor socialista denuncià els fets aportant uns enregistraments en què es demostrava l'intent de suborn.

## Persones implicades
- Francesc Gilet Girart: Ex conseller del Govern Balear i ex diputat nacional del PP, processat per suborn i delicte electoral.
- Eduard Vellibre: Ex President PP de Calvià
- Andreu Bordoy: Vicepresident PP de Calvià
- Andreu Pizà regidor del PP de Calvià
- Miquel Deyà: Responsable d'ordenació del territori del PP Balear.
- Joan Forcades: Ex President del Comitè Electoral del PP-Balears.

## Sentencia i condemnats
El cas Calvià té sentència en ferm de l'Audiència provincial des del 1993, ratificada pel Tribunal Suprem (1994), en la qual es va condemnar dos ex dirigents del PP de Balears -Andreu Bordoy i Miguel Deyà- i l'empresari Guillem Ginard per intentar subornar al regidor socialista José Miguel Campos, al qual van oferir 100 milions de pessetes per recolzar una moció de censura contra l'alcaldessa, del PSOE. L'alcaldable popular de Calvià Eduard Vellibre, el ja llavors exconseller Francesc Gilet i el llavors president Gabriel Cañellas declararen al judici, però foren exculpats.
El març de 1996, Bordoy lliurà suposades noves proves davant el titular del Jutjat d'Instrucció número 3 de Palma, José Castro, que involucraven, segons semblava, a la cúpula del PP balear en el muntatge de la trama.
El cas va ser reobert, però el 25 de juny de 1996 el jutge es va inhibir a favor de la Sala Civil i Penal del Tribunal Superior de Justícia de les Illes Balears (TSJIB) donat que les investigacions afectaven persones amb la qualitat d'aforades, com Cañellas i Gilet. Però finalment el cas retornà al Jutjat d'Instrucció per manca de proves contra els aforats, i ja no hi va haver judici perquè a principis de 1999 es declarà la prescripció del delicte.